# Цзінь Мао
Цзінь Ма́о (Jīn Mào Dàshà; перекладається як Будівля золотого процвітання) — хмарочос у Шанхаї (Китайська Народна Республіка). Висота 88-поверхового хмарочосу становить 370 метрів, разом з антеною 420,5 метрів.
Будівництво завершене 1998 року. Орієнтовна вартість будівництва 580 млн доларів США.
Крім офісних приміщень, у вежі розташований готель Шанхай Гренд Хаят.
Один із найвідоміших та легко пізнаваних хмарочосів світу.